# 荒木飛呂彦
荒木 飛呂彦（あらき ひろひこ、本名：荒木 利之〈あらき としゆき〉、1960年〈昭和35年〉6月7日 - ）は、日本の漫画家。宮城県仙台市若林区出身。仙台市立小松島小学校卒業、仙台市立台原中学校卒業、東北学院榴ケ岡高等学校卒業、仙台デザイン専門学校卒業。宮城教育大学中退。既婚者で二女の父。
1980年（昭和55年）に「武装ポーカー」でデビュー（荒木利之名義）。代表作は『週刊少年ジャンプ』（集英社）1987年1・2合併号から連載を開始した『ジョジョの奇妙な冒険』。同作はシリーズごとに主人公や舞台を変えながら長年にわたって連載されており、全世界のシリーズ累計発行部数は1億2000万部を突破している。

## 略歴

### 生い立ち
幼少期から「ひとりの世界」に浸るのが好きで、早くから漫画も描いていた。
中学時代には剣道部に所属。この頃には、漠然と漫画家になりたいと思っていたという。当時は梶原一騎の漫画作品『巨人の星』（川崎のぼる画）、『あしたのジョー』（ちばてつや画）などを愛読、また白土三平の忍者・歴史漫画『サスケ』と『カムイ伝』の理論的な作風に影響を受けた。小説では江戸川乱歩や『シャーロック・ホームズ』シリーズをよく読んでいたという。
なお、荒木には4つ下に双子の妹がおり、この2人の仲が良かったことから、「家族の中で疎外感を抱いたため、ひとりで何かを楽しむことが余計に好きになったのだと思う」とインタビューで語っている。
高校時代はロードレース部に所属。この頃に横山光輝のサスペンス作品を愛読する。
荒木曰く、子供の頃に流行した漫画作品はほとんど読んでおり、「ジャンプ」は週刊も月刊も隅から隅まで読んでいた。当時好きだった作品は『リングにかけろ』、『コブラ』、『サーキットの狼』、『荒野の少年イサム』、『包丁人味平』など。

### 漫画家デビュー
16歳の時に同い年のゆでたまごが『週刊少年ジャンプ』でデビューしたことで、「同い年なのにプロでやっている人がいるのか、これはのんびりしていられないな」と焦りを感じ、高校3年の時に初投稿、以後何度か投稿を重ね、専門学校在学中の1980年（昭和55年）に「武装ポーカー」で第20回手塚賞に準入選しデビュー。
初めて『週刊少年ジャンプ』編集部を訪れたのは高校卒業の直前頃である。当時荒木は手塚賞に投稿しており選外佳作は受賞していたものの、佳作では一行ほどの選評しか得られず自らの作品の欠点が分からずにいたという。そのため、そこを直接はっきり聞きたいと考え上京した。当時はまだ東京・仙台間に新幹線が開通しておらず、片道4、5時間かけて通っていた。
その際のことについて、当時荒木は原稿をホワイトで修正するということを知らなかったために描いた線がはみ出ており、いきなり「おい、ホワイトしてないだろ」と怒られたと語っている。また、編集者が扉絵だけ見て「読みたくない」と言い出すこともあったという。

### 『魔少年ビーティー』『バオー来訪者』
デビュー後は仙台在住のまま『週刊少年ジャンプ』で『魔少年ビーティー』を執筆していた。『魔少年ビーティー』は連載候補に挙がってから実際に連載開始するまで1年半ほど間が空いたが、その間にも様々な作品を描き溜めており不安はなかったという。しかし、当時は一人で描いていたため技術的に週間連載ができるか自信がなく、その方が不安だったとのこと。
当時の担当編集者であった椛島良介とは、よく映画や漫画以外の本についての話をしていた。当時の荒木は澁澤龍彦やフリーメイソンなどダークな内容を全く知らず、「えっ、それって何ですか？」と聞くと、「なんだよ、あの本読んでないの？今日、買って読みなさいよ。読まなきゃプロになれないよ？」とプレッシャーをかけられ、とにかく本を読まなければだめだ、という雰囲気があったという。すすめられた本を読んだ後、それを椛島と批評し合っていた。
また、荒木は当時の状況について、「ぼくの作品はかならずしも健全な内容じゃないので、ひどく否定されることもありました。たとえば『魔少年ビーティー』のときは、タイトルに「魔少年」と付いているだけでダメだと言われました」と語っている他、後に連載する『ジョジョの奇妙な冒険』についても「少年マンガで外国の主人公はありえない」と言われたという。一方で、「やったことないんだから、ひとまずやってみようじゃないか」と考えてくれる人もいたという。
上京後は『バオー来訪者』を短期連載。この頃から、多種多様なキャラクターが互いの強さを競い合う、バトル系の作品を中心に描くようになる。荒木は「筋肉ムキムキのヒーローだけが強いわけではないだろう」「貧弱な肉体の持ち主でも、自身の弱さを突きぬければ、ヒーローに勝てるかも知れない」と思っていたという。現実的な理由としては、先輩漫画家たちが描いていた表現の隙間を狙わなければ生き残れないという状況も影響していた。

### 『ジョジョの奇妙な冒険』シリーズの連載開始
1987年（昭和62年）より『ジョジョの奇妙な冒険』の連載を開始し、2003年（平成15年）までに6部の物語を執筆する長期連載となった。この期に確立した能力バトルという作風は、その後の『週刊少年ジャンプ』の主流となっている他、「現在のバトルマンガは全て『ジョジョ』の影響下にあると言っても過言ではない」とも評されるなど、その後の漫画界に多大な影響を及ぼすことになる。
2003年には自身初となる個展「JOJO IN PARIS」をフランス・パリで開催した。

### ウルトラジャンプへの移籍
2004年（平成16年）からは『ジョジョの奇妙な冒険』Part7にあたる『スティール・ボール・ラン』の連載を開始し、連載途中の2005年（平成17年）より月刊誌『ウルトラジャンプ』に移籍。
荒木は月刊ペースでの連載について、ページ数の制限によるストレスが無くなり物語のリズムも良くなったと語っている。1話当たりのページ数を増やした理由は「ダイナミックな画面表現と、繊細な心理描写をかねそなえた作品を描こう、と思ったから」であり、週刊連載ペースのコンパクトな起承転結の繰り返しではなく、もっと大きな物語を描きたくなったという。
また移籍により倫理性に関わる描写も変化した。荒木は「40歳をこえて、倫理性にまつわる表現も描かなくちゃダメだろう」「ターゲットを若い読者だけに限定していたら、作品が窮屈になるんじゃないかな」と思ったと述べている。
2007年、日本人漫画家として初めてアメリカの生物科学誌『Cell』の表紙を飾った。
2009年、フランス・ルーヴル美術館「模型の展示室」で開催された企画展「小さなデッサン展 漫画の世界でルーブルを」に、荒木の原画が展示された。本展を記念して、「Rohan au Louvre（岸辺露伴 ルーヴルへ行く）」が発表され、2010年3月19日発売の『ウルトラジャンプ』4月号より3号連続で連載された。
また、『ジョジョ』シリーズは2010年（平成22年）3月4日発売の『スティール・ボール・ラン』20巻にて、通算100巻を達成した。同年11月15日より京都国際マンガミュージアムで開催された「マンガ・ミーツ・ルーヴル――美術館に迷い込んだ5人の作家たち」にて、『岸辺露伴 ルーヴルへ行く』のカラー原画約20枚が展示され、好評により横浜・BankART Studio NYKでの巡回展も行われた。
2011年（平成22年）、荒木は画業30周年を迎えた。また翌2012年に『ジョジョ』シリーズが連載開始25周年を迎えることもあり、4月1日に荒木の公式サイト「JOJO.com」がオープンした。
4月19日発売の『ウルトラジャンプ』5月号にて『スティール・ボール・ラン』が完結した。5月19日発売の同誌6月号より、『ジョジョ』シリーズのPart8である『ジョジョリオン』の連載を開始した。
8月23日発売の『SPUR』10月号にて、グッチとコラボした漫画『岸辺露伴 グッチへ行く』が掲載された。荒木が女性ファッション誌で作品を発表するのはこれが初であり、同誌には荒木のスペシャルインタビューも収録された。また9月17日よりグッチ新宿で、『岸辺露伴 グッチへ行く』の原画展「岸辺露伴 新宿へ行く」が開催された。

### 『ジョジョ』シリーズ連載25周年
2012年、『ジョジョの奇妙な冒険』シリーズは連載開始より25周年を迎えた。

シリーズ25周年を記念して、せんだいメディアテーク6階にて7月28日から8月14日までの日程で「荒木飛呂彦原画展 ジョジョ展 in S市杜王町」が、六本木・森アーツセンターギャラリーにて10月6日から11月4日までの日程で「荒木飛呂彦原画展 ジョジョ展 東京」がそれぞれ開催された。また、7月5日に行われた「荒木飛呂彦原画展 ジョジョ展」の記者発表会では、『ジョジョの奇妙な冒険』のテレビアニメ化が発表されるなど、25周年を記念した企画が続々と実施された。
同年、荒木が表紙を描き下ろしたモードファッション誌『SPUR』2011年10月号が第3回雑誌大賞グランプリを獲得した。また12月22日発売の『SPUR』2013年2月号にて、『岸辺露伴 グッチへ行く』に続くグッチとのコラボ漫画第2弾となる『徐倫、GUCCIで飛ぶ』が別冊付録として封入された。
また10月15日に発売されたAERA10月22日号の表紙を荒木が飾った他、フェリシモが主催する「サンタクロース大賞 2012」にノミネートされた。
2013年、1月初旬から2月中旬にかけて、グッチのクリエイティブディレクターであるフリーダ・ジャンニーニとのコラボが全世界70店舗を超えるGUCCI直営ショップのウィンドウにて展開された。また6月28日から7月14日の日程で、イタリア・フィレンツェのGUCCI Show roomにて「荒木飛呂彦原画展 in フィレンツェ」が開催された。
10月12日に東北大学で行われた交流イベント「ホームカミングデー」の仙台セミナーで講演を行った他、11月2日に東京大学本郷キャンパスにて「漫画のセリフについて」の公開講座を実施した。
12月5日、第17回文化庁メディア芸術祭のマンガ部門大賞に『ジョジョリオン』が選出された。
2014年、9月19日発売の『ウルトラジャンプ』10月号に『魔少年ビーティー』の復刻版が付属された。刊行30周年を記念し、絶版となっていたジャンプコミックス版が再現された。
2015年、4月17日には荒木による『荒木飛呂彦の漫画術』が発売された。絵を描く際に必要な「美の黄金比」やヘミングウェイに学んだストーリー作りなど、具体的な方法論を交えながら創作術を解説した作品となっている。また同年には短編『死刑執行中脱獄進行中』が森山未來主演で舞台化された。

### 『ジョジョ』シリーズ累計発行部数1億部突破、連載30周年
2016年、7月22日から9月25日の日程で六本木にて開催された「ルーヴル美術館総監修 特別展」に参加した他、10月より岩手各地で開催された「希望郷いわて国体（第71回国民体育大会）」と「希望郷いわて大会（第16回全国障害者スポーツ大会）」を記念したイラスト「いわて人間讃歌」を描き下ろした。同年には、ジョジョシリーズ第4部『ダイヤモンドは砕けない』の実写映画化も決定し、翌2017年に公開された。
また、同年12月19日発売の『ジョジョリオン』14巻をもって『ジョジョの奇妙な冒険』シリーズの累計発行部数が1億部を突破した。荒木は「『ジョジョ』の連載が始まったのが1987年。それから30年をまさに迎えようかというタイミングで1億冊を突破したということは誠に嬉しい事です。そして、30年の間にこの作品とキャラクターたちを、手にとってきてくれた読者の方々には感謝しかありません。けど、これがゴールではなく、30周年となる2017年も様々な企画が盛り沢山なので、これから先も『ジョジョ』を楽しんでもらえればと願っています。」とのコメントを発表した。
2017年、8月12日から9月10日までの30日間にわたり、『ジョジョ』シリーズ30周年を記念して「ジョジョフェス in S市杜王町」が宮城県仙台市で開催された。イベントのメインコンテンツとして「荒木飛呂彦原画展 ジョジョ展 in S市杜王町 2017」が実施され、第1部から第8部まで200枚以上のカラー原画と180枚以上のモノクロ原稿などが展示された。

### 国立新美術館で原画展「荒木飛呂彦原画展 JOJO 冒険の波紋」開催
2018年、『ジョジョ』シリーズ30周年の集大成として、8月24日から10月1日の日程で東京・国立新美術館にて展覧会「荒木飛呂彦原画展 JOJO 冒険の波紋」が開催された。
国立美術館で漫画家の個展が開催されるのは手塚治虫以来28年ぶり2人目であり、現役の漫画家としては史上初の快挙であった。同館の主任研究員・教育普及室長の真住貴子は、「国立の美術館で展覧会をやるにふさわしい実力をお持ちだということは申し上げる必要もないと思うが、これまでの荒木先生の展覧会とは違った切り口で漫画の新しい可能性をお見せできる展覧会になるというのが最終的な開催の決め手」とコメントした他、当時の館長・青木保は「日本のアニメやゲーム、漫画というと世界から引きがあり、ヨーロッパやアジア、南米、ロシアなどからも来てほしいと要望があり、大変ありがたいことだと思っています。そういう状況の中で『荒木飛呂彦原画展』を催すことができて本当に嬉しく、光栄に感じております」と述べた。
6月21日には国立新美術館にて記者発表会が行われ、荒木も登壇した。舞台上では「『ジョジョ』の原画展については、漫画界に感謝をしたいと思います。手塚（治虫）先生をはじめ、先輩方の作品や助言がなければ『ジョジョの奇妙な冒険』は影も形もなかったと思います。また私より年下の漫画家のみなさんが盛り上げていただいているので、今回の国立新美術館での開催があると思います。みなさまありがとうございます」と感謝を述べた他、自らの口で『ジョジョ』シリーズPart5にあたる『黄金の風』のテレビアニメ化を発表した。
また、11月25日から2019年1月14日までの日程で大阪文化館・天保山にて、2020年1月25日から3月29日の日程で長崎・長崎県美術館にて、2020年4月25日から5月23日の日程で石川県・金沢21世紀美術館にて巡回展がそれぞれ開催された。
2021年に開催された東京オリンピック・パラリンピック競技大会では、公式アートポスターの制作を担当。荒木はパラリンピックをテーマとした「神奈川沖浪裏上空」という作品を発表した。
同年、「荒木飛呂彦に続く王道にして異端なる才能を求むッ!!」と銘打たれた、荒木自らが審査員を務める『ウルトラジャンプ』（集英社）のマンガ賞「荒木飛呂彦漫画賞」が開催された。
8月19日発売の『ウルトラジャンプ』9月号にて『ジョジョ』シリーズPart8の『ジョジョリオン』が完結した。

### 『ジョジョ』シリーズ連載35周年
2022年、『ジョジョの奇妙な冒険』シリーズは連載開始より35周年を迎えた。
3月19日には、35周年を記念して1冊全てが『ジョジョ』で構成された「JOJO magazine（ジョジョマガジン）」が刊行。荒木が自らカバーを書き下ろした他、「岸辺露伴は動かない」の71ページにおよぶ新作読切、新作小説、最新作までを網羅したアニメ特集、スピンオフドラマ「岸辺露伴は動かない」シリーズで岸辺露伴役を務めた高橋一生のインタビューなどが収録された。12月19日には2号目となる「JOJO magazine 2022 WINTER」が発売された他、『ジョジョ』シリーズのテレビアニメが10周年を迎えたこともあり、様々な記念企画が実施された。
同年、朝日新聞社主催の第26回手塚治虫文化賞・マンガ大賞最終候補9作品に『ジョジョリオン』がノミネートされた。
また12月19日に発売された『ウルトラジャンプ』2023年1月号にて、『ジョジョ』シリーズPart9にあたる『The JOJOLands』が発表された。翌2023年2月17日発売の同誌3月号より連載開始。
2024年1月、東京弁護士会が募集するキャラクターの選考委員会の特別委員に就任した。また18日には、連載誌「ウルトラジャンプ」に新設されたマンガ賞「ウルトラ3大漫画賞」の中の「バトル大賞」の初回審査員を担当することも発表された。
7月29日、JR大阪駅西口改札直結の新駅ビル「イノゲート大阪」1F に、荒木が原画・監修を務めたステンドグラス作品「THE FOUNTAIN BOY」が設置された。同作は大阪駅西側エリアにアート作品を展示するプロジェクト「WARP（WEST ART PROJECT）」の一環として制作され、JR西日本の代表取締役社長・長谷川一明は「世界で活躍されて、古い歴史を継承しながら現代を生きる主人公を描いた作品を通して世界にメッセージを発信していただいている荒木先生に相応しいアートと考え、プロジェクトに参加していただきました」と荒木にオファーした理由を語っている。作品のテーマは噴水小僧であり、スタープラチナやキラークイーンといった『ジョジョ』に登場するスタンドがデザインされた。

## 趣味趣向・影響

### 漫画家
荒木は白土三平、横山光輝、梶原一騎を自身の選ぶ3大漫画家として挙げている。中でも横山については、特に学生服の主人公が古代遺跡を探検する『バビル2世』は『ジョジョの奇妙な冒険』Part3のモチーフに影響を与えており、インタビューでは「自分の原点」とも述べている。
同世代であり、自身が漫画家を本気で目指すきっかけにもなったゆでたまごについて、バトルの作り方や世界観、戦っていく構図などで影響を受けているという。また、「同世代ということで、すごく目標というか励みになっている。それって漫画家として幸運だなって。目標がないまま漫画を描いていないという意味で、幸せなことだと思います」と感謝の気持ちも述べている。
他には手塚治虫、藤子不二雄、ちばてつや、大友克洋などの作品を読んでいる。自身の代表作『ジョジョの奇妙な冒険』シリーズについて、荒木は「彼らと似ていないもの」を描くという発想で生まれたものだと語っており、「今思えば、70〜80年代の漫画家は天才たちだらけ。また、音楽やファッションでも新しいものがどんどん生まれて、刺激的でした。あの時代にデビューし『ジョジョ』を描き始めることができたのは、よかったかもしれない」と振り返っている。
「良い作品には順位はつけられないが」と前置きしつつ、「とにかく次が読みたくて本屋に走った（または何があろうと家に帰り、テレビの前に座った）作品ベスト10」として、『ゴルゴ13 芹沢家殺人事件』、『虹をよぶ拳』、『宇宙戦艦ヤマト』、『ドラゴンボール』、『荒野の少年イサム』、テレビアニメ『どろろ』、『賭博黙示録カイジ』、『バビル2世』、『ナニワ金融道』、『北斗の拳』を挙げている。

### 小説
サスペンスの教科書として、ロアルド・ダール作『チョコレート工場の秘密』を挙げている。荒木は「ワクワク感とスリルと語り口が大好きで、マンガ家になる時は“こういうマンガを描きたい”と思ってましたね。とにかく読んでいる最中ドキドキしっぱなしで、“次どうなるんだよ！”っていう」と語り、デビュー前の荒木にとっての目標であり基本だったとしている。
スティーヴン・キング作『ミザリー』も同じくサスペンスの教科書だとしている。荒木は「作家が熱狂的なファンに監禁され、小説を書かされるという話なんですけど、主人公がどんどんどんどん追いつめられていく過程が本当に面白い。こういうパターンの場合、“逃げればいいじゃん”って読者に思わせちゃダメなんですよね。そう思わせないための演出というか手続きが、絶妙なんですよ」と語っており、「僕が思うサスペンスの、完璧な形ですね。好きだからというより、勉強のために今でも読み返しています」と絶賛している。
また、アーサー・コナン・ドイル作『シャーロック・ホームズ』シリーズからの影響も大きい。荒木も少年時代に読んでいなければ漫画家になっていたか分からないし、『ジョジョの奇妙な冒険』は描けていなかったと思うと語っており、「魅力的なキャラクターを作り上げることの重要性」「物語の作り方」などを学んだとしている。

### 映画
特にホラー映画から影響を受け、2011年には自身初となる映画評論集『荒木飛呂彦の奇妙なホラー映画論』を、2013年には『荒木飛呂彦の超偏愛! 映画の掟』を刊行している。
映画俳優で監督であるクリント・イーストウッドの大ファンを公言し、自身の作品に多大な影響を与えたと明かしている。具体的は、『ジョジョ』シリーズに登場する空条承太郎のモデルとなっており、「イーストウッドのように立っているだけで絵になることを目指したキャラクターなんです」と語っている。イーストウッド作品の特徴については「社会からはみだす男の美学」があることだとしており、「はみだし者が孤独を抱えながら戦う」というのは『ジョジョ』シリーズ全体を通じた要素になっている。2012年には対談を果たした。
また『ジョジョ』シリーズに登場するディオ・ブランドーを生み出す際に、『ブレードランナー』に登場するレプリカントのロイ・バッティ（演：ルトガー・ハウアー）から影響を受けたとしている。
『ジョジョの奇妙な冒険 Parte5 黄金の風』では、イタリアのマフィアが題材とされているが、イタリア系マフィアが題材のゴッドファーザーについて、「きっと今まで作られた映画の中で史上最高の一本。僕はいったい何回見返した事だろうか。年齢を重ねて観るたびに描かれている真実を理解し始める。でも3時間近い上映時間、このマフィアの家族たちと一緒に、ずっと同じ時の中を過ごしていたいとさえ思う。何もかも良い趣味で、音楽も靴も部屋の窓枠の形も飲んでるお酒の小さいグラスも孫と遊ぶ裏庭も全部良い。」と述べている。実際に序盤から「麻薬」「侮辱」「粛清」などゴッドファーザー譲りの価値観がある描写があり、強い影響を受けたことが示唆される。

### 絵画・美術品・ファッションなど
荒木は自身の絵柄についてルネッサンス美術、特にミケランジェロに影響を受けたと公言しており、「ジョジョ立ち」と呼ばれる独特のポージングもイタリア美術が発想の元となっている。また『ヴォーグ』などのファッション雑誌が好きで、1980年代のベルサーチやフランコ・モスキーノなどが『ジョジョ』のファッションのルーツだと語っている。色は紫を好み、カラーイラストでも多用される。絵柄についてはファッション・イラストレーターのアントニオ・ロペス (イラストレーター)（例）やSF・ファンタジー画家のフランク・フラゼッタ、ヨーロッパの漫画家エンキ・ビラルやユーゴ・プラットなどからの影響も指摘されている。また、絵の特徴やデザインはシンプルなほどよく、車田正美のような極限まで単純化された画面や物語が最高と語っている。
また、独特のカラーリングについては「ポール・ゴーギャンが砂浜の色をピンクに塗っていたのが、子供のころから魅力的だと思っていた。何色で塗ってもいいんだ、と」と語っている。

### 洋楽
荒木はいつも仕事中に洋楽を聴いているという大の洋楽好きとして知られ、洋楽ならばジャンルを問わず何でも聴くと発言している。また、代表作『ジョジョの奇妙な冒険』内ではキャラクター名やスタンド名などの大半を洋楽の楽曲名から引用している。音楽を聴きながら作品を描く理由としては「音楽をかけるのはミュージシャンの考えやファッション、時代に対する姿勢だとかを隣において、感じるためでもあるんです」「ミュージシャンやアーティストたちが、苦しさとかトラブルを抱えながら創作した音楽を届けてくれているんだと思うと、励みになるんですよ」と述べている。
なお、生涯のベストアルバム5選には『危機（イエス）』『レイト・フォー・ザ・スカイ（ジャクソン・ブラウン）』『ヒステリア（デフ・レパード）』『フィジカル・グラフィティ（レッド・ツェッペリン）』『ビヨンド・ザ・ミズーリ・スカイ（チャーリー・ヘイデン＆パット・メセニー）』を、好きなジャケットデザイン5選には『危機（イエス）』『不死蝶（サンタナ）』『ブラインド・フェイス（ブラインド・フェイス）』『ブレックファスト・イン・アメリカ（スーパートランプ）』『アンダーカレント（ビル・エヴァンス＆ジム・ホール）』をそれぞれ挙げている。

#### プリンス
荒木は洋楽アーティストの中でも特にプリンスのファンであることを公言しており、好きな理由として、「動かせない運命の流れみたいなものがアルバムの中にあり、聴いていて完璧な世界に浸れる」という点を挙げている。他にも「プリンスにはセクシーさを出している曲がありますけど、『前向きに生きていこう』っていう生命力のメッセージがあるんですよね。ちょっとしたゲスさも入ったりもするけど、それがまたいいんです」、「いつも創作に勇気を与えてくれる人です。心強いですよ。過去の作品を聞くと、いつも迷った時に『プリンスだったら、つまんないことにこだわらないだろうな』とか『そこを突破していくだろうな』っていうことを思い出すんです」とも語る。

### AIについて
2024年11月に発刊された著書『荒木飛呂彦の新・漫画術 悪役の作り方』で、生成AIによる権利侵害に対する懸念を表明している。創作での「悪役の作り方」を解説する中で、現実の「社会の悪」の例として、AIを利用した「詐欺師」を挙げた。「詐欺師が跋扈する怪しい世界がますます増えると思います」とも述べ、荒木の絵柄に瓜二つの絵をAIによって作られた経験を話した。荒木は「AIによる著作権の侵害は、漫画家として対抗しなければいけない『悪』でもあります」と述べ、個人レベルでの対策の難しさから法規制の必要性を示唆した。また、「詐欺師の世界」であるゆえに「いつの間にか彼らに有利な法律ができていたりする」可能性について懸念を述べた。一方で、背景作画に利用する写真をソフトウェアで加工するにあたって現状では手作業での煩雑な修正を余儀なくされているところ、将来的にはAIによって工程の効率化が図られる可能性について期待を寄せている。

## 作風
荒木の作風は、哲学や経済そして自然科学などを上手い具合に取り入れながら、今われわれが生きる世界に通じる“同時代性”や“現実感”を加えてきた、とも評される。荒木自身も「絵を描くことは、ある種、化学実験。絵を描きながら学んでいる部分もあると思います。自然科学や物理学、そして哲学や経済、そういったものが全部一体化した思想や理論の中で『ジョジョ』の世界を描いていくことが理想です」と語っている。

### 画風
評論家の加藤幹郎は、高度な技術で過去の作品の引用を行うその作風から荒木をマニエリスムの作家と評している。美術史学者の辻惟雄は荒木の画風について、「マンガ特有の誇張というものは、日本の絵巻物の頃からあって、今も変わらない傾向があります。その中でも『ジョジョの奇妙な冒険』は極点まで行った観があるね。最初はマッチョな肉体を描くアメコミの影響が強いように見えたけど、巻を追うごとに奇想になってきますね。空想力が豊かで、密度が凄い」と評している他、「バラエティの豊富さは北斎を思わせますが、それだけともちょっと違う。『ジョジョの奇妙な冒険』は形を極端に歪めたり、誇張したり、マニエリスムのようでもある。立体的で幻想的な描き方は、曾我蕭白に近いものを感じますね」とも指摘している。
一方で連載開始時から「人間讃歌」をメインテーマとして掲げる『ジョジョの奇妙な冒険』は「ある意味で少年漫画の王道」と評されており、荒木自身「昔からある少年漫画の伝統を受け継いでいるつもり」と話している。しかし、荒木は「子ども向けに描いたつもりはない」とも発言している。
また荒木が影響を受けた横山光輝と梶原一騎から、梶原的なマッチョイズムと、横山の歴史マンガなどにみられる盤上の駒を淡々と眺めているような冷めた視線という、相反する成分が共存した作風であると指摘する意見もある。

### コマ割り
荒木の作品では非対称な変形コマを多用し、ページ全体が歪んで見えるようなコマ割りがしばしば行なわれる。「斜めになったコマ」はそれほど珍しいものではないが、「1ページのコマ割り全体が斜めになっている」のは他にあまり例がない。この変形ゴマは『ジョジョ』Part3後半より使われるようになり次第に頻度が増え、それに従いコマ外の余白が増えていったが、Part7『スティール・ボール・ラン』では全ページがタチキリ（ページの端いっぱいまで絵を入れること）で描かれるようになったため余白が激減した。このタチキリの使用については、Part7の舞台である西部アメリカの広大さを意識して取られた方法ではないかと指摘されている。

### 台詞回し・擬音
台詞回しはしばしば翻訳調と言われており、荒木も「本を読んだ影響が残っているんじゃあないか」と話している。また、この「じゃあないか」という口調も「じゃないか」に「あ」を加えた荒木独特のものであり、「じゃあない」、「じゃあないぜ」、「じゃあないのォ？」といったパターンも確認されており、作中の人物の特徴的な言い回しはネット上で改変されて使われることも多い。また、緊迫シーンなどで「ゴゴゴゴゴゴ・・・」「ドドドドドド・・・」や「ドォーン」といった（物理的ではなく）心理的な状態を表現する独特の擬音が使われており、これらはサスペンス映画で使われるような効果音を漫画にも欲しいと思ったことが発想の元になったと述べている。荒木の音楽好きは広く知られており、「ズギュウン」や「ズッギャーン」など、楽器の音をイメージした擬音が多い。なお、登場人物が必殺技の名前を叫ぶのは車田正美の影響である。

### キャラクター設定
荒木は漫画を描く上で最も重要な要素を「キャラクター作り」と捉えており、設定の際には履歴や家族構成、所属組織の他、趣味や癖、信条など60近い項目が存在する「キャラクター身上調査書 」を用いてそのキャラクターのバックボーンを作り上げる方式を取っている。また、悪役は「前向きな性格にする」と決めており、そうしないと「ストーリーが破綻しちゃうんで」と語っている。

### ジョジョ立ち

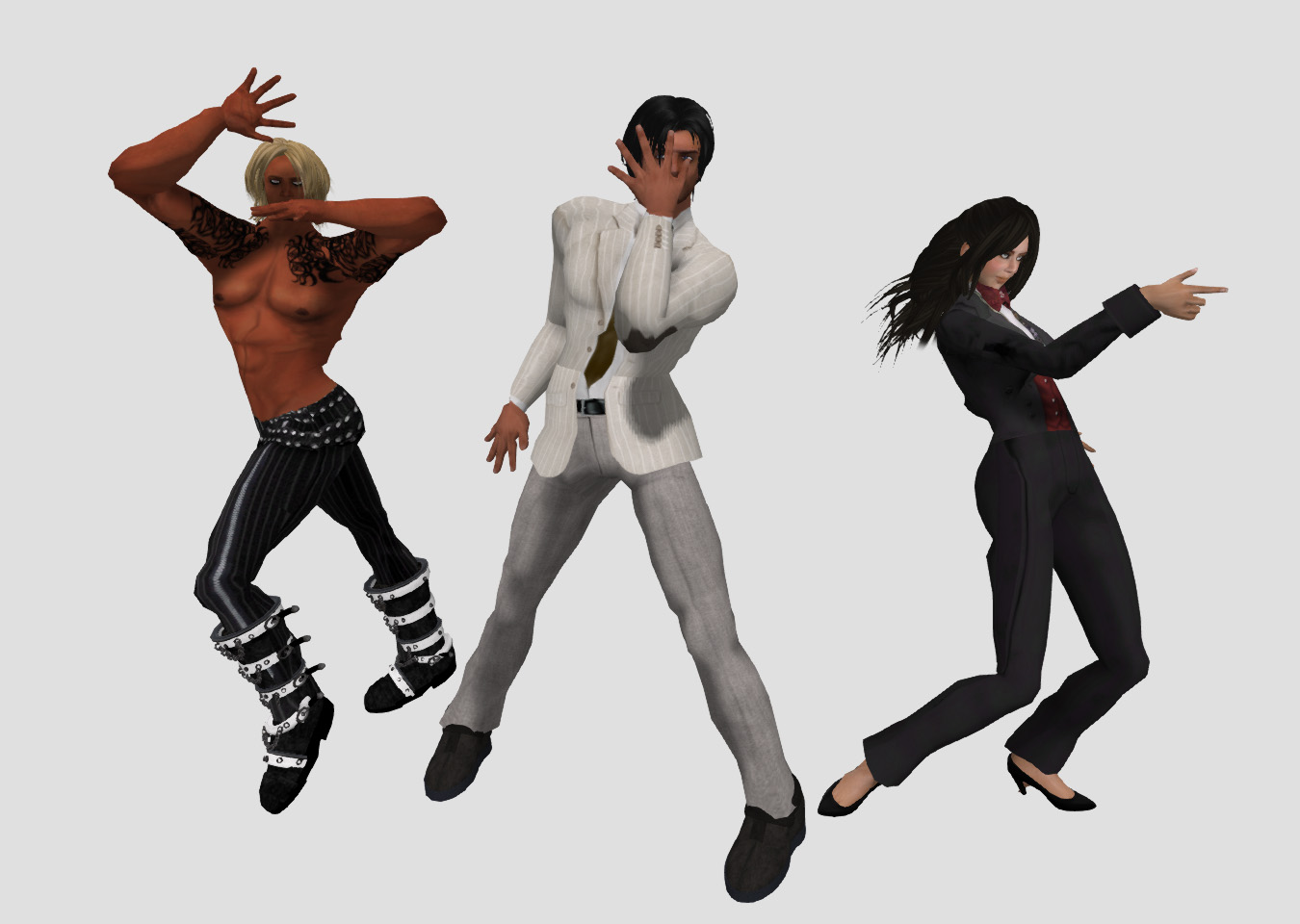
ジョジョ立ちの例

『ジョジョの奇妙な冒険』には登場人物に腰の極端なひねりや捻転、奇矯な手足の動きなどを加えた独特のポージングが頻出する。これらのポーズは、荒木が20代のときに『北斗の拳』『リングにかけろ』『キャプテン翼』などの強い個性を持つ当時の『ジャンプ』連載陣の中で自分の独創性を模索していた頃、イタリアの彫刻芸術からヒントを得て作り上げられたものだという。2013年に行われた第88回箱根駅伝では、順天堂大学アンカーの選手が、ゴールの際ジョジョ立ちをして話題になった。エゴン・シーレやグスタフ・クリムトなどの、敬愛する画家が描いた人物そのままのポーズや顔を描くことも少なくない。

### 超能力の表現
作中の「波紋」（呼吸を中心とする特殊な身体技法）や「スタンド」の能力表現は、同郷の先輩である大友克洋が超能力の表現に使っていた「歪む背景」が、不可視であることに不満を持ったことが発想の元となったという（また「スタンド」に関してはつのだじろう『うしろの百太郎』にも言及している）。なお大友の作品に関しては、空間表現や緻密な描写などが大いに作画の勉強になったとも語っている。

## 執筆スタイル
荒木は漫画家を始めた当初は、若さゆえほかの漫画家に闘争心を燃やすあまり徹夜することも多かったというが、「結局最後は自分との闘いになる」との理由で考えを変え、『ジョジョ』連載くらいからは、基本的に徹夜をせずに毎朝10時に起床して23時まで執筆する生活とし、日曜日はネーム、月から木まで作画、金、土は休養（取材）というサイクルの執筆を続けている。荒木のこのような規則正しい生活は『週刊少年ジャンプ』で『こちら葛飾区亀有公園前派出所』を長寿連載していた秋本治を見習ってのことで、締め切りも今まで破ったことがないという。
愛用している画材はカートリッジ式の筆ペン。仕事の開始前には、自分で豆を挽いてコーヒーを淹れることが習慣だという。

### 手書き
2012年時点でも荒木は手書きにこだわっており、机の上にはパソコンやモニタなどは置いていないが、画材には強いこだわりはなく、ぺんてるの筆ペンとゼブラのGペン、シャープペンシル、下書き用に青鉛筆（キャラクターを描く際のアタリを描くことに用いる）があれば十分だという。またペン入れには開明書液を使っているほか、30年前に父親が製作した卓上製図板を現在でも使い続けている。下書き前には、青鉛筆をカッターナイフで削ることから始める。これは漫画家デビューの時から行なっている行為らしく、「儀式」のようなものであると語る。この行為から、執筆作業に対しての気持ちが入っていく面もあるという。
手書きについては、「例えば料理をしているときに『この味なんだろう』っていう、驚きがあったりするじゃないですか。あれが絵の中にあるんですよ。手で描いてるとね、『おお〜！』って思う時があって、あれが好きなんですよ。その連続というのが手描きの魅力で」と語っている。デジタルツールを用いたこともあるが、下手なせいか時間がかかってしまい手で描いた方が速いという。

### 月刊連載への移籍
荒木は月刊連載に移行した理由について、「週刊連載が量的にきつくなった」と語っており、「若いころは一晩寝れば治っていたんですけど、治らなくなったりしていますし。関節とかを悪くして、それを我慢してやっていると、どんどん悪化していくんですよ」と身体が衰えてきていることを明かしている。

## 健康
体力維持のため50歳を過ぎてもジムでのトレーニングや水泳を欠かさず、ご飯はひとめぼれを食べる。また独自の健康法として冬でも冷水のシャワーを浴びるというものがあったが心臓への負担の考慮から現在はやっていないと述べている。

### 容姿
実年齢と比べて容姿が若く見えるとファンの間で話題に上がることが多く、『ジョジョ』の設定にちなみ「不老不死説」「波紋使い説」「吸血鬼説」等がよくネタになる。この話題はしばしば同業者からも言及されることがあり、漫画家の松井優征は対面した際の印象を「ファンの方ならご存知と思いますが…荒木先生25年前から全く容姿が変わっていません」「かぶったのか　かぶってないのか？　ここだけの話確実です　かぶっておられます」と作中に登場する石仮面の設定にちなんで答えている。荒木自身は若さの秘訣について「東京都の水道水で洗っている」「普段の生活はちゃんと休む。遊びたいですよね」と答えている。
特に単行本の著者近影は10数年間ほとんど変わらず若々しさを保っており、『ユリイカ』で10年越しにインタビューを行った斎藤環は荒木について「当時と比べてまったくお変わりないですね。むしろ若返ったくらいで驚くばかりです。さすが波紋の使い手というか……」と作品にちなんで驚きを表すも、それに対して荒木は「着実に老化しており、週刊連載が量的にきつくなったから月刊に移った」と語っている。

## 年譜
- 1960年（昭和35年） - 宮城県仙台市に出生。
- 1980年（昭和55年） - 専門学校在学中に第20回手塚賞に本名で応募した「武装ポーカー」が準入選。
- 1981年（昭和56年） - 『週刊少年ジャンプ』に同作品が掲載されプロデビュー。
- 1982年（昭和57年） - 『魔少年ビーティー』で初連載。（1983年まで）
- 1984年（昭和59年） - 東京へ拠点を移し『バオー来訪者』連載開始。（1985年まで）
- 1985年（昭和60年） - 『ゴージャス☆アイリン』連載開始。（1986年まで）
- 1987年（昭和62年） - 『週刊少年ジャンプ』にて『ジョジョの奇妙な冒険』連載開始。1999年（平成11年）までに5部の物語を執筆。
- 2000年（平成12年） - 『ジョジョの奇妙な冒険Part6 ストーンオーシャン」を連載開始。この頃よりCDのジャケットやTシャツのデザインなど、イラストレーションの仕事も増える。
- 2003年（平成15年） - 4月、フランスのパリで自身初[100]の個展「JOJO IN PARIS」開催。
- 2004年（平成16年） - 『週刊少年ジャンプ』にて『ジョジョの奇妙な冒険』のPart7にあたる『スティール・ボール・ラン』を連載開始。
- 2005年（平成17年） - 『スティール・ボール・ラン』が『ウルトラジャンプ』へ移籍。
- 2007年（平成19年） - アメリカの科学雑誌『セル』9月7日号の表紙絵を描き下ろす[101]。同誌に論文を掲載した瀬藤光利の依頼によるもので、研究グループが発見したタンパク質分解酵素「スクラッパー」をスタンド風に擬人化したイラストが掲載された。
- 2008年（平成20年） - 川端康成の小説『伊豆の踊子』（集英社文庫）の表紙画を手がける。
- 2009年（平成21年） - フランスの出版社・フュチュロポリスとルーヴル美術館との共同企画『BD（バンド・デシネ）プロジェクト』の一環として、自身初のフルカラー漫画作品『Rohan au Louvre（邦題：岸辺露伴 ルーヴルへ行く）』を執筆。本編公開に先駆け、フランス・ルーヴル美術館テーマ企画展：『小さなデッサン展-漫画の世界でルーヴルを』にて表紙案とイメージボードを展示[102]し、2010年（平成22年）に仏語版単行本を発売。日本では2010年（平成22年）に『ウルトラジャンプ』にて日本語版をモノクロ掲載、2011年（平成23年）に日本語版単行本化。
- 2011年（平成23年） - 3月11日、故郷の仙台市が東日本大震災で被災。4月、初の荒木飛呂彦オフィシャルサイトである公式サイト「JOJO.com」をオープン。『ウルトラジャンプ』にて『ジョジョの奇妙な冒険Part8 ジョジョリオン』を連載開始。ファッションブランド『GUCCI』のブランド設立90周年と自身の執筆30周年を記念して短編のSpur×Gucci×荒木飛呂彦コラボ作品『岸辺露伴 グッチへ行く』をファッション雑誌『SPUR』に掲載、グッチ店舗のウィンドディスプレイも手掛けた。9月には新宿で「岸辺露伴 新宿へ行く展[100]」が開催され、『岸辺露伴 グッチへ行く』の原画などが展示された。達増拓也岩手県知事の発表した『東北復興平泉宣言』のイメージイラストを手がけた。
- 2012年（平成24年） - 『ジョジョの奇妙な冒険』の連載25周年を記念し、7月に国内初となる原画展「荒木飛呂彦原画展 ジョジョ展 in S市杜王町[100]」をせんだいメディアテークで、また10月には「荒木飛呂彦原画展 ジョジョ展[100]」を森アーツセンターギャラリーで開催。前年の『SPUR』表紙イラストが第3回雑誌大賞グランプリに選ばれた[103]。『ダ・ヴィンチ』8月号、『AERA』10月22日号の表紙を自らのポートレイトで飾った。宮城県芸術選奨（メディア芸術部門）受賞。
- 2013年（平成25年） - 6月、イタリアのフィレンツェにあるGUCCIショールームにて原画展『HIROHIKO ARAKI AN EXCLUSIVE MANGA EXHIBITION IN FLORENCE[100]』を開催。
- 2016年（平成28年） - 第45回ベストドレッサー賞（学術・文化部門）受賞[104]。「いわて人間賛歌」のイラストを手がける[105]。
- 2017年（平成29年） - 8月、せんだいメディアテークで原画展「荒木飛呂彦原画展 ジョジョ展 in S市杜王町 2017[100]」を開催。
- 2018年（平成30年） - 国立新美術館と大阪文化館・天保山で原画展「荒木飛呂彦原画展 JOJO 冒険の波紋[100]」を開催[106]
- 2020年（令和2年） - 2020年東京パラリンピックの公式アートポスターを手がける[107]。長崎県美術館と金沢21世紀美術館で原画展「荒木飛呂彦原画展 JOJO 冒険の波紋[100]」を巡回開催。2025年日本国際博覧会（大阪・関西万博）のロゴマーク選考委員を担当[108]。

- 2021年（令和3年） - 第6回マンガ郷いわて特別賞受賞[109]。

## 受賞歴
- 1980年 第20回手塚賞 準入選（『武装ポーカー』）
- 2006年 日本のメディア芸術100選マンガ部門第2位（『ジョジョの奇妙な冒険』）[110]
- 2012年 第3回雑誌大賞 グランプリ（『SPUR』2011年10月号表紙）
- 2012年 宮城県芸術選奨 メディア芸術部門
- 2013年 第17回文化庁メディア芸術祭マンガ部門 大賞（『ジョジョの奇妙な冒険 Part8 ジョジョリオン』）[111]
- 2016年 第45回ベストドレッサー賞 学術・文化部門
- 2019年 第69回芸術選奨文部科学大臣賞 メディア芸術部門（「荒木飛呂彦原画展 JOJO 冒険の波紋」など）
- 2021年 第6回マンガ郷いわて特別賞

## 作品リスト

### 漫画
太字は連載作品。●：『ゴージャス☆アイリン』収録、○：『死刑執行中脱獄進行中』収録、◎：『岸辺露伴は動かない』収録、☆：単行本未収録。
- 武装ポーカー（●1980年、週刊少年ジャンプ (WJ) ） - 第20回手塚賞準入選作。
- アウトロー・マン（●1981年、WJ増刊）
- バージニアによろしく（●1981年、WJ増刊）
- 魔少年ビーティー【読切版】（●1982年、フレッシュジャンプ）
- 魔少年ビーティー（1983年、WJ）
- バオー来訪者（1984年 - 1985年、WJ）
- ゴージャス☆アイリン（●1985年 - 1986年、WJ増刊）
- ジョジョの奇妙な冒険（1987年 - 2004年、WJ、2005年 - 連載中、UJ）
  - Part 1 ファントムブラッド（1987年）
  - Part 2 戦闘潮流（1987年 - 1989年）
  - Part 3 スターダストクルセイダース（1989年 - 1992年）
  - Part 4 ダイヤモンドは砕けない（1992年 - 1995年）
  - Part 5 黄金の風（1995年 - 1999年）
  - Part 6 ストーンオーシャン（2000年 - 2003年）
  - Part 7 スティール・ボール・ラン（2004年 - 2011年、WJ→ウルトラジャンプ (UJ) ）
  - Part 8 ジョジョリオン（2011年 - 2021年、UJ）
  - Part 9 The JOJOLands（2023年 - 連載中、UJ）
- 変人偏屈列伝（初期作画：鬼窪浩久、1989年 - 2003年、スーパージャンプ (SJ)・MANGAオールマン (MA)・UJ）
- 死刑執行中 脱獄進行中（○1994年・2008年（再録）、SJ）
- ドルチ 〜ダイ・ハード・ザ・キャット〜（○1996年、MA）
- 岸辺露伴は動かないシリーズ
  - 岸辺露伴は動かない〜エピソード16:懺悔室〜（○・◎1997年、WJ）
  - 岸辺露伴は動かない 〜エピソード2:六壁坂〜（◎2007年、ジャンプスクエア・2009年、ジャンプスクエア マスターピース〈再録〉）
  - 岸辺露伴 グッチへ行く（◎2011年8月23日発売、集英社『SPUR』10月号・2012年『JOJOmenon』〈再録〉） - 岸辺露伴のアナザーストーリー・シリーズ。オールカラー読み切り短編作品。
  - 岸辺露伴は動かない 〜エピソード5:富豪村〜（◎2012年、WJ）
  - 岸辺露伴は動かない 〜エピソード6:密漁海岸〜（◎2013年、WJ）
  - 望月家のお月見 岸辺露伴は動かない エピソード4（◎2014年、少年ジャンプ＋）
  - 岸辺露伴は動かない エピソード7 月曜日-天気雨（◎2015年、ジャンプスクエア）
  - 岸辺露伴は動かない エピソード#8 D・N・A（◎2017年、別冊マーガレット）
  - 岸辺露伴は動かない エピソード09 ザ・ラン (◎2018年、WJ)
  - 岸辺露伴は動かない　エピソード10 ホットサマー・マーサ(◎JOJO magazine 2022 SPRING)
  - 岸辺露伴は動かない　ドリッピング画法(◎2022年、UJ)
- デッドマンズQ（○1999年、MA）
- 岸辺露伴 ルーヴルへ行く（2010年、UJ） - 『小さなデッサン展-漫画の世界でルーヴルを』に展示された漫画の再録。
- 徐倫、GUCCIで飛ぶ（☆2012年12月22日発売、集英社『SPUR』2月号） - GUCCI×JOJO 第二弾。オールカラー読み切り短編作品。

### 単行本
発行は注記のない限り全て集英社。
- ジャンプ・コミックス
  - 魔少年ビーティー（全1巻、1984年）
  - バオー来訪者（全2巻、1985年）
  - ジョジョの奇妙な冒険（全63巻、1987年 - 1999年）
  - ジョジョの奇妙な冒険 Part 6 ストーンオーシャン（全17巻、2000年 - 2003年）
  - スティール・ボール・ラン（全24巻、2004年 - 2011年）
  - ジョジョリオン（全27巻、2011年 - 2021年）
  - 岸辺露伴は動かない（既刊3巻、2013年 - ）
  - The JOJOLands（既刊6巻、2023年 - ）
- ジャンプ スーパー コミックス（創美社発行、集英社発売）
  - 荒木飛呂彦短編集 ゴージャス☆アイリン（全1巻、1987年）
- SCオールマン愛蔵版→YJC-UJ愛蔵版
  - 死刑執行中脱獄進行中（全1巻、1999年）
- YJC-UJ愛蔵版
  - ゴージャス☆アイリン（全1巻、2004年）
  - 変人偏屈列伝（鬼窪浩久との共著、全1巻、2004年）
- UJ愛蔵版
  - 岸辺露伴 ルーヴルへ行く（全1巻、2011年）
- 集英社コミックス愛蔵版
  - 函装版ジョジョの奇妙な冒険・JoJonium（第1期・全17巻、2013年 - 2015年）
- 集英社文庫
  - 魔少年ビーティー（全1巻、2000年）
  - バオー来訪者（全1巻、2000年）
  - ジョジョの奇妙な冒険（既刊66巻、2002年 - ）
  - オインゴとボインゴ兄弟 大冒険（全1巻、2002年）
  - 死刑執行中脱獄進行中（全1巻、2011年）
  - ゴージャス☆アイリン（全1巻、2011年）
  - 変人偏屈列伝（鬼窪浩久との共著、全1巻、2012年）
- SHUEISHA JUMP REMIX
  - ジョジョの奇妙な冒険（既刊64巻、2001年 - ）
  - 魔少年ビーティー対バオー来訪者（全1巻、2004年）
  - ゴージャス☆アイリン（全1巻、2007年）
  - ジョジョの奇妙な冒険 Part 6 ストーンオーシャン（全10巻、2009年）
  - 死刑執行中脱獄進行中（全1巻、2012年）
- 集英社新書
  - 荒木飛呂彦の奇妙なホラー映画論（全1巻、2011年）
  - ジョジョの奇妙な名言集 Part1-3（解説 中条省平、2012年）
  - ジョジョの奇妙な名言集 Part4-8（2012年）
  - 荒木飛呂彦の超偏愛! 映画の掟（全1巻、2013年）
  - 荒木飛呂彦の漫画術（全1巻、2015年）
  - 荒木飛呂彦の新・漫画術 悪役の作り方（全1巻、2024年）

### 画集
- JoJo6251 荒木飛呂彦の世界（1993年）
- JOJO A-GO!GO!（2000年）
- JOJOVELLER（2013年）
- JOJOnicle（2018年）

### その他
- 『県立海空高校野球部員山下たろーくん』 寄稿文・イラスト（1988年）
- 『世界デザイン博覧会』 新聞広告 イラスト寄稿（1988年）
- 『ファミコンジャンプII 最強の7人』 モンスター・7大ボスデザイン（1991年）
- 『こちら葛飾区亀有公園前派出所 Kamedas』 イラスト寄贈（1993年）
- SUGIURUMN アルバム『MUSIC IS THE KEY OF LIFE』 ジャケットイラスト（2000年）
- 大塚ギチ、宮昌太朗 『ジョジョの奇妙な冒険II ゴールデンハート/ゴールデンリング』 挿絵（2001年）
- SUGIURUMN アルバム『LIFE GROUND MUSIC』 ジャケットイラスト（2002年）
- 『女王陛下の少年スパイ!アレックスシリーズ』 表紙・挿絵（2002年）
- 『アディダス マンガフィーバー』イラスト（2002年）
- 『こちら葛飾区亀有公園前派出所 超こち亀』 連載30周年特別寄稿 こち亀キャラinアナザーワールド 1ページコラボ（2006年）
- SOUL'd OUT シングル『Catwalk』 ジャケットイラスト（2006年）
- 『UNIQLO CREATIVE AWARD 2006』 Tシャツデザイン（2006年）
- 大亜門 『太臓もて王サーガ』 外伝 1ページコラボ（2006年）
- コミックバンチ増刊号 『北斗の拳』トリビュート・ピンナップイラスト（2006年）
- 『プレステージ』 公開初日プレゼント用ステッカー描き下ろし（2007年）
- 米科学誌『セル』 Volume 130 表紙 （2007年）
- 乙一 『“The Book” jojo's bizarre adventure 4th another day』 挿絵（2007年）
- 集英社文庫『伊豆の踊り子』 表紙（2008年）
- 『NARUTO-ナルト-秘伝・皆の書』 イラスト寄贈 （2009年）
- 『ハイパーアングルポーズ集』 Introduction（2010年）
- 『ハイパーアングルポーズ集 vol.2 shape of men』 Introduction（2010年）
- 『SPUR』2011年10月号 表紙（2011年）
- 上遠野浩平 『恥知らずのパープルヘイズ -ジョジョの奇妙な冒険より-』 表紙・挿絵（2011年）
- 『東北復興平泉宣言』 イメージイラスト（2011年）[1]
- 西尾維新 『JOJO'S BIZARRE ADVENTURE OVER HEAVEN』 表紙（2011年）
- 石川さゆり アルバム『X -Cross-』 ジャケットイラスト（2012年）
- 斎藤環『生き延びるためのラカン』文庫版 カバーイラスト（2012年）
- 美術手帖 2012年 11月号 表紙（2012年）
- 第63回NHK紅白歌合戦 石川さゆり 背景イラスト（2012年）
- JOJO's Kitchen 荒木飛呂彦 パスタを作る - ジャンプLIVE1号（2013年）企画
- JOJO's Kitchen 「シュールストレミングを食べてみた！」 - ジャンプLIVE2号（2014年）企画
- ダーティ・ループス アルバム『ダーティ・ループス〜コンプリート・エディション〜』ジャケットイラスト（2014年）
- 千住明 アルバム『メインテーマ』 ジャケットイラスト（2015年）
- 熊野本宮大社 お守り「和の守り」デザイン（2016年9月22日より授与開始）[112]
- DRAGON BALL SUPER GALLERY - 『最強ジャンプ』2022年 8月号 裏表紙（2022年）
- 『冨樫義博展 -PUZZLE-』 コメント・イラスト色紙寄贈（2022年）
- 「第125回日本外科学会定期学術集会」ポスター（2024年）[113]
- JR西日本大阪駅西口 パブリックアート「THE FOUNTAIN BOY（噴水小僧）」デザイン（2024年）
- 『学習まんが 世界の歴史』第10巻 表紙イラスト（2024年）[114]

## テレビ出演
- NHK 『わが青春のトキワ荘〜現代マンガ家立志伝〜』1981年5月25日
- フジテレビ721 『週刊少年「」』2003年4月15日
- スカパー! 『MTV SOUL'd OUT スペシャル』2005年2月3日、5日、6日、11日
- NHK BS2 『マンガノゲンバ』 2006年7月4日
- GyaO 『溜池Now』（第37回 世界一受けたい!!「ジョジョの奇妙な…」授業） 2007年8月6日配信
- NHK教育テレビジョン 『日曜美術館』「命輝く家族の肖像 〜モーリス・ドニ〜」2011年10月2日
- NHK教育テレビジョン 『NHK高校講座（芸術・美術）』2012年7月26日
- TBS 『王様のブランチ』2012年10月13日
- フジテレビ 『めざましテレビ』2012年10月16日
- テレビ東京 『サキよみ ジャンBANG!』2012年10月19日
- NHK Eテレ 『SWITCHインタビュー 達人達』「荒木飛呂彦×千住明」2013年4月20日
- NHK『探検バクモン 国立西洋美術館 奇妙な冒険』2018年8月29日
- MBS『ちちんぷいぷい』2018年11月30日
- NHK Eテレ『日曜美術館』2019年5月19日
- NHK『謎の国宝 鳥獣戯画 “楽しい”はどこまで続く？』2020年5月17日
- NHK Eテレ『日曜美術館』新春SP「＃アートシェア2022」2022年1月1日
- NHK Eテレ『日曜美術館』「まなざしのヒント メトロポリタン美術館展」2022年5月8日
- NHK Eテレ『日曜美術館』「まなざしのヒント キュビスム」2023年12月24日

## 関連人物

### 編集者
椛島良介
初期の荒木の編集担当者。持込の際に荒木を担当したことから、以降、デビュー作『魔少年ビーティー』から『ジョジョの奇妙な冒険』の第三部「スターダストクルセイダース」まで担当した。セミプロ時代から我流だった荒木に漫画の描き方の基礎を教え、『魔少年ビーティー』の連載時は、編集部を2年越しで説得するなどプロデビューの足掛かりを作っただけでなく、波紋の誕生など『ジョジョの奇妙な冒険』の創作にも大きな貢献を果たした。荒木が恩人として公私共に信頼を置く人物。

### 漫画家
こせきこうじ
荒木が生まれて初めて肉眼で目撃した漫画家はこせきこうじで、手塚賞・赤塚賞授賞式の場であった。荒木はこせきの『県立海空高校野球部員山下たろーくん』第5巻に文章を寄稿しており、同作品について「『ジョジョ』を描く上でどの作品よりも影響を受け、最も尊敬している作品である」「漫画のヒーローは心の底に誰よりも熱い気持ちを持ち、目的を持って成長すればいい、という事を教えられた」と書いている。
横山光輝
荒木が大きな影響を受けたと語る漫画家の一人であり、インタビューや対談などでたびたび言及されている。特に代表作『バビル2世』については、学ランと砂漠の組み合わせが『ジョジョ』Part3の空条承太郎に影響を与えている他、無人島に1冊だけマンガを持って行くならというインタビューに同作の4巻と答えるなど影響の大きさがうかがえる。
高橋和希
『遊☆戯☆王』の原作者で荒木のファン。『ジョジョ』を見たことが漫画家を目指すきっかけになっており、『遊☆戯☆王』の劇中カードゲーム『マジック&ウィザーズ』の原型は実在するカードゲームと『ジョジョ』の世界観である「スタンド」に由来し、メインキャラのメインカードはスタンドに近い設定で「精霊」と呼ばれている他、世界観は『ジョジョ』のPart3以降を基に製作している（コマ割りや舞台など）。高橋曰くPart3から『ジョジョ』に嵌ったとコメントしている。
武論尊、原哲夫
『北斗の拳』の原作者と作画担当者。『ジャンプ』時代の同期で交流も深い。そのため『北斗の拳』関連の企画に積極的に参加している。
CLAMP
『東京BABYLON』『魔法騎士レイアース』『カードキャプターさくら』などの原作者。メンバー全員が荒木のファンで、『ジョジョ』の同人誌を発行したこともある他、対談を行ったり自宅に招いたりと交流がある。
大亜門
『太臓もて王サーガ』の原作者。荒木のファンであり、同作では『ジョジョ』のパロディを数多く描いている。荒木の自宅にも何度か招かれており、その際の様子を描いたルポ漫画が「赤マルジャンプ」に掲載されたことがある。
迫稔雄
『嘘喰い』の原作者で荒木のことを師と仰いでいる。対談を行った他、互いの作品のキャラクターを描いたりしており、荒木も『嘘喰い』を絶賛している。
三部敬
『僕だけがいない街』の原作者。『ジョジョ』Part2からPart5序盤まで荒木のアシスタントを務めていた。アシスタント期間中は主に見開きや大ゴマのページを主に担当しており、いろいろな角度からモノを見る感覚が身に付き、どの位置から見ても形が取れるようになったという。

### その他関連人物
宅八郎
友人。過去に何度か雑誌で対談している。
石川さゆり
荒木と親交があり、石川の40周年記念アルバム「X‐Cross‐」のジャケットを荒木が書き下ろしている。
千住明
荒木と親交が深く、2013年にはテレビ番組で対談している他、2015年には千住のベスト盤『メインテーマ』のジャケットを荒木が書き下ろしている。
SOUL'D OUT
メンバー全員が荒木のファン。MTVの番組で共演して以来親交を深め、荒木とは何度も対談などを行っている。シングル『Catwalk』のジャケットを荒木が書き下ろした他、劇場版アニメ『ジョジョの奇妙な冒険 ファントムブラッド』に主題歌「VOODOO KINGDOM」を書き下ろしている。
山崎静代
お笑い芸人で荒木のファン。荒木とは交流があり、自宅にも招かれている。また荒木に絵を褒められて以降本格的に絵を描き始め、2023年には自身初の個展も開催した。
友利新
配偶者と出会ったきっかけが荒木夫妻である。

### アシスタント経験者
- 鬼窪浩久
- 中祥人
- 三部敬
- 渡辺航
- 田中靖規
- 椎橋寛
- 蒔野靖弘
- 神海英雄
- 滝れーき
- 来栖さとし
- 北原功士
- 渡邊城大